# Phytoliriomyza bidensiphoeta
Phytoliriomyza bidensiphoeta är en tvåvingeart som beskrevs av Spencer 1977. Phytoliriomyza bidensiphoeta ingår i släktet Phytoliriomyza och familjen minerarflugor. Inga underarter finns listade i Catalogue of Life.